# Le Taillan-Médoc
Pour les articles homonymes, voir Médoc (homonymie).
Le Taillan-Médoc est une commune du Sud-Ouest de la France, située dans le département de la Gironde, en région Nouvelle-Aquitaine.

## Géographie

### Localisation

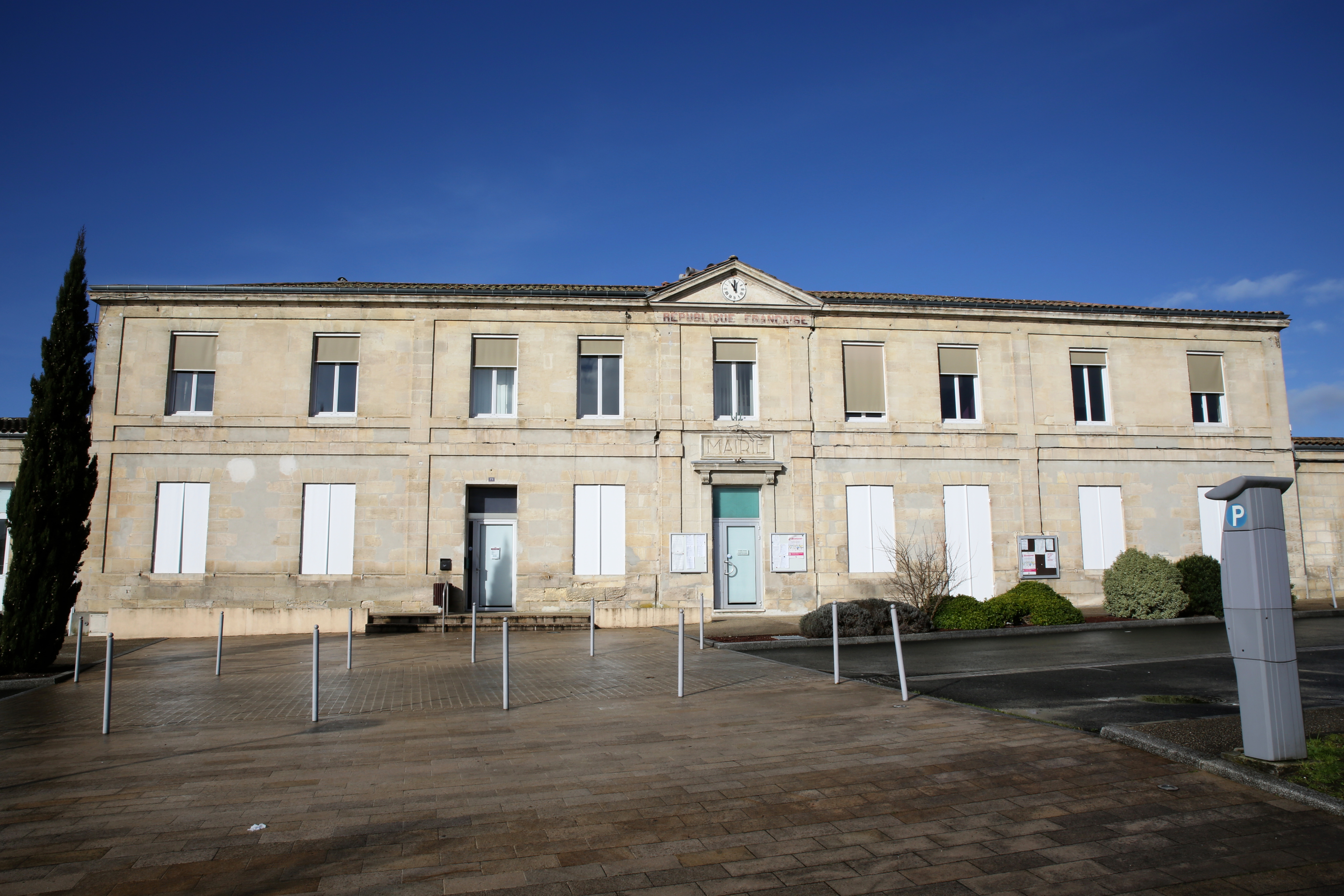
La mairie daterait de 1884.

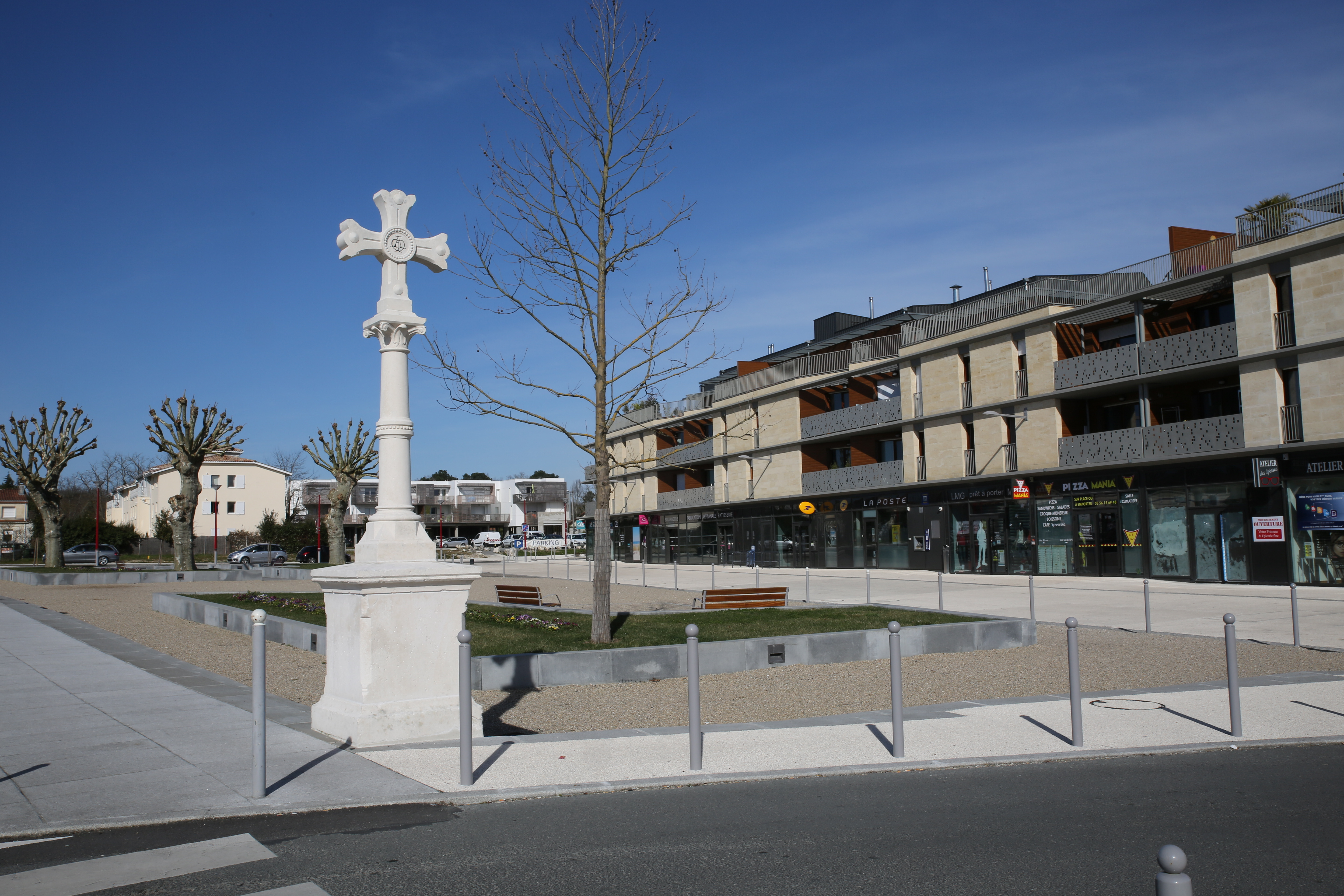
Le nouveau centre du Taillan.

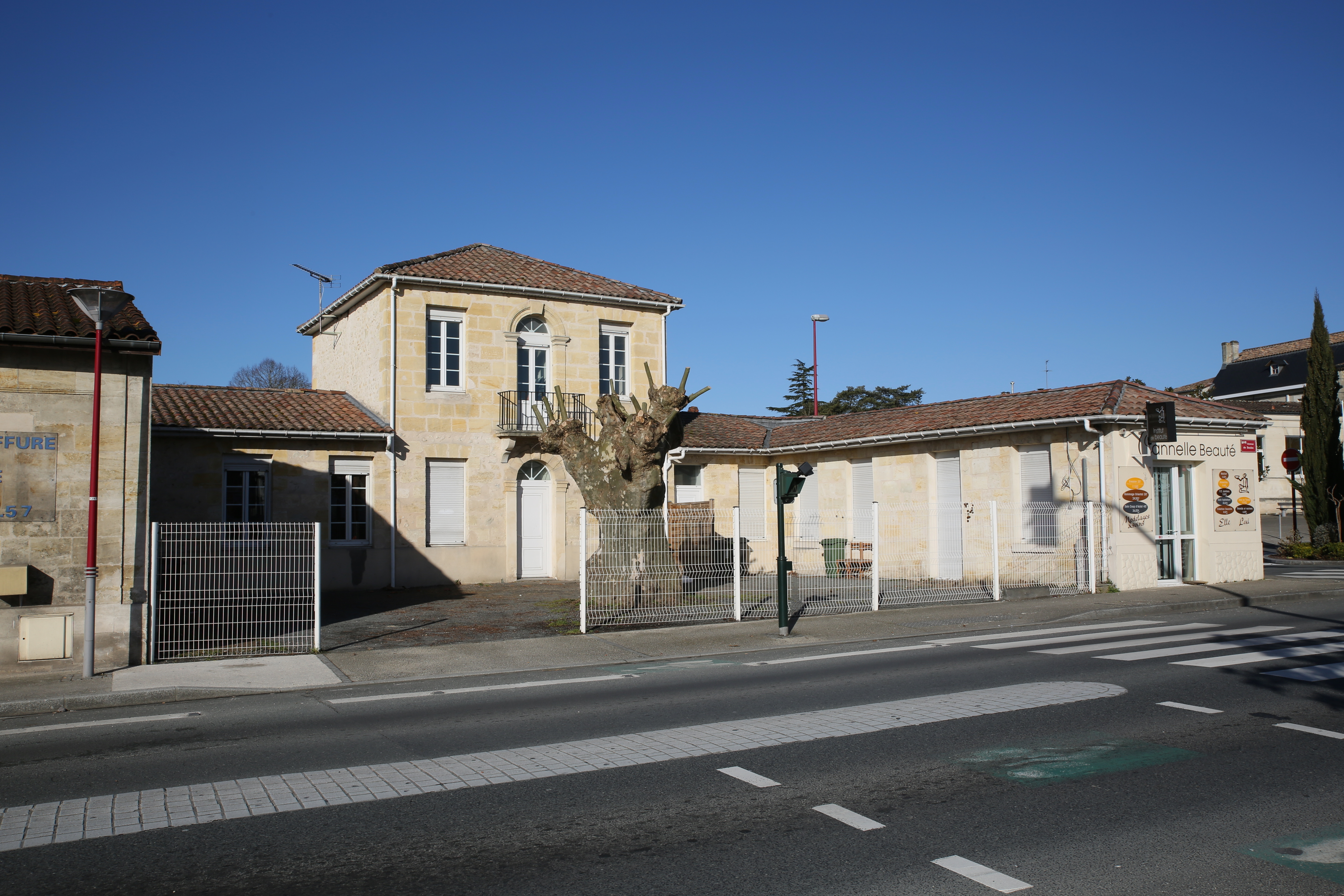

La commune du Taillan-Médoc, avec 1 512 hectares, fait partie depuis 1968 de la communauté urbaine de Bordeaux, désormais Bordeaux Métropole.
Commune de l'aire d'attraction de Bordeaux située dans son unité urbaine à 13 kilomètres au nord-ouest du centre de Bordeaux, dans les Landes de Bordeaux à quelques kilomètres des plus prestigieux châteaux du Médoc, la ville se situe entre « Villes et Vignes », aux portes du Médoc.
C'est au Taillan-Médoc, au lieu-dit Jalepont que, depuis la « Lébade », la route du Médoc franchit la Jalle.

### Communes limitrophes
Les communes limitrophes sont Le Pian-Médoc, Blanquefort, Saint-Médard-en-Jalles, Eysines, Le Haillan et Saint-Aubin-de-Médoc.
|                        | Le Pian-Médoc |             |
| Saint-Aubin-de-Médoc   | Taillan-Médoc | Blanquefort |
| Saint-Médard-en-Jalles | Le Haillan    | Eysines     |

### Hydrographie

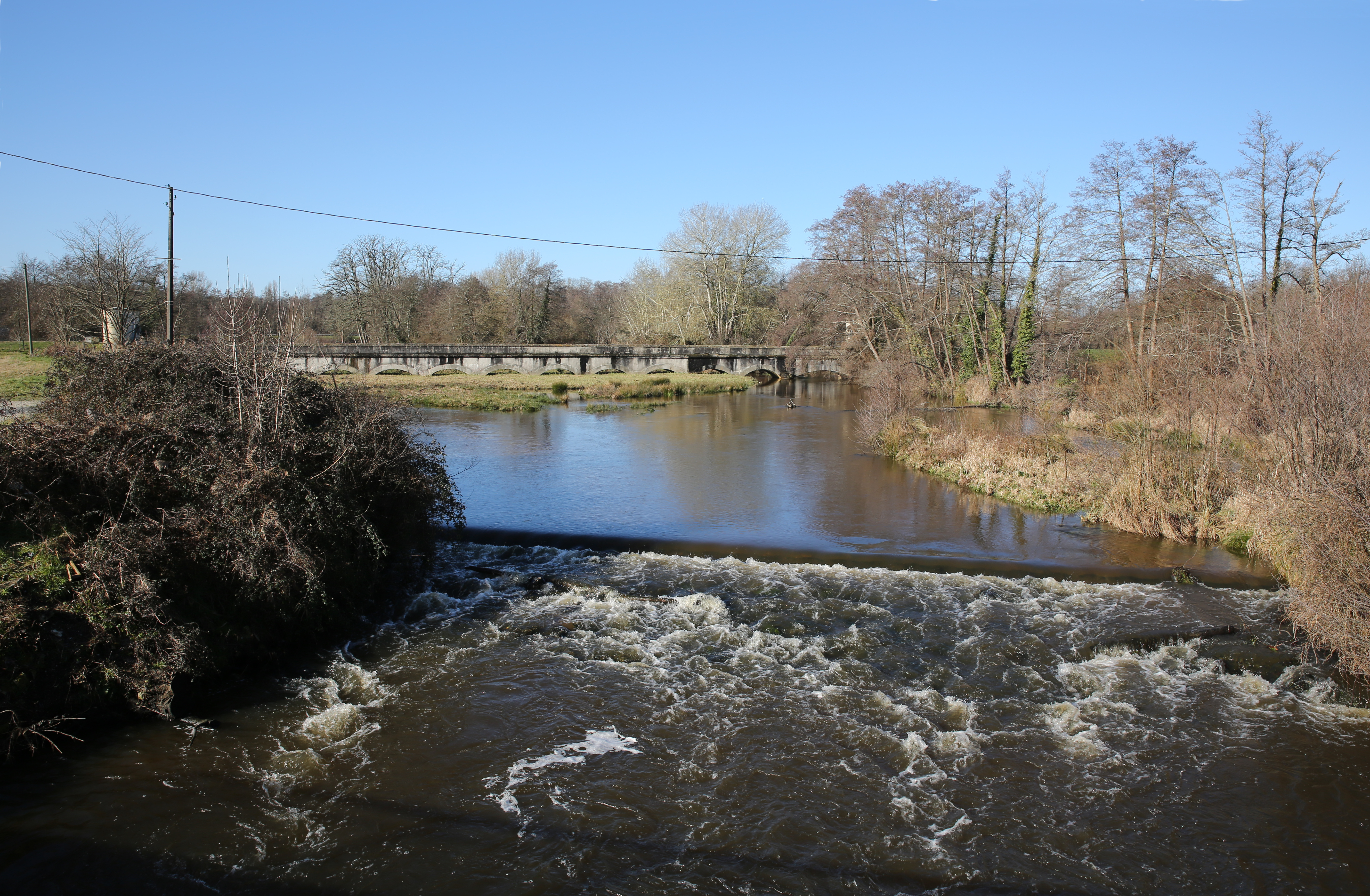
La Jalle du Taillan à Jalepont.

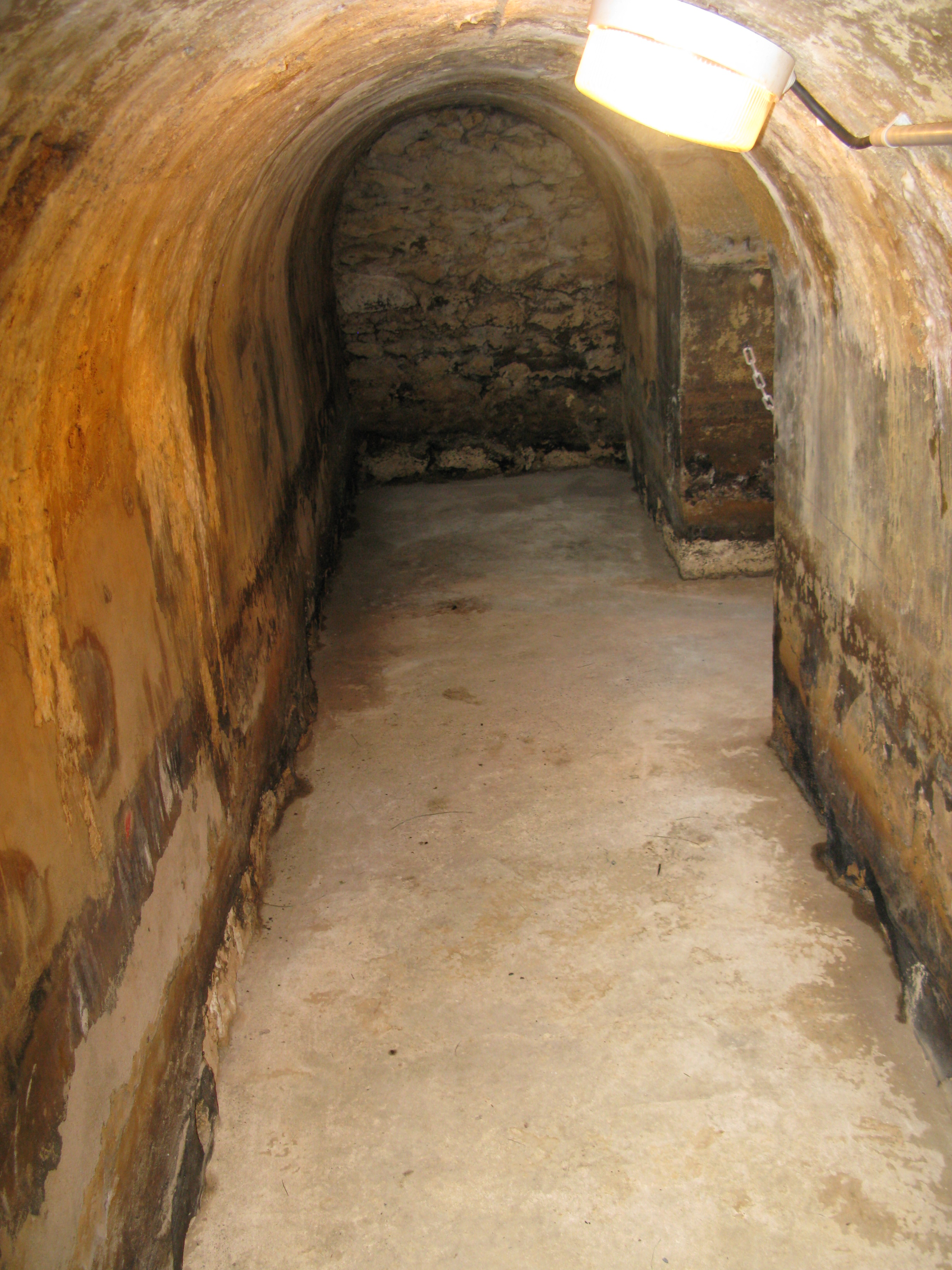
Aqueduc du Thil.

- La jalle de Saint-Médard également appelée jalle de Blanquefort : le terme jalle est utilisé dans la région pour désigner un cours d'eau. La Jalle prend sa source dans les landes de Saint-Médard-en-Jalles, puis se renforce par la jalle de Martignas. L'énergie qu'elle délivre alimente aisément les nombreux moulins à eau situés sur son parcours — moulin de Caupian, de Gajac… — avant d'irriguer les terres du Taillan-Médoc. Là, au niveau du chemin de Milavy, elle se divise en deux : la jalle d'Eysines et la jalle du Taillan-Médoc.
La Jalle d'Eysines, au débit plus important, est parsemée de moulins — de Bussaguet, du Moulinat… — et forme la frontière communale avec la ville d'Eysines, tandis que la jalle du Taillan-Médoc alimente le parc de Majolan puis investit la commune de Blanquefort. Ces deux bras, qui finissent par se rejoindre pour affluer dans la Garonne, ont sur leur parcours irrigué ce qui subsiste du bassin maraîcher et de ses cultures légumières.
- L'aqueduc du Thil : mis en service le 15 août 1857, c'est un ouvrage souterrain de maçonnerie, à écoulement par gravité, qui s'étend sur 12 kilomètres. L'eau qu'il capte dans de nombreuses sources (Thil, Bussac, Bussaguet, Cantinolle…) est acheminée à plus de 44 000 m3/jour vers un réservoir de 13 000 m3 à l'usine Paulin de Bordeaux, assurant près d'un quart des besoins d'alimentation en eau de Bordeaux Métropole. Traversant plusieurs communes (Saint-Médard en Jalles, Le Haillan, Eysines, Bruges, Le Bouscat et Bordeaux), cet aqueduc n'est visible qu'au Taillan-Médoc, au niveau du franchissement des jalles, sous la forme d'un canal de 76 mètres de long.
- Le lavoir du bourg : en 1825, l'architecte Durand entreprend les travaux de la fontaine publique du Taillan, qui se trouve près de l'église non loin du cimetière. En 1841, le lavoir est transféré sur un terrain proche qui dépend de la mairie, l'ancien bassin est comblé. Ce monument est décrit dans un devis de reconstruction soumis à la municipalité le 25 avril 1867 : la fontaine se compose d'une maçonnerie de pierre qui recueille les eaux, et d'un bassin d'où l'eau verse dans le lavoir placé plus loin. Le lavoir et la fontaine sont, alors, dans un si grand état de vétusté que leur reconstruction est nécessaire. Le lavoir est remplacé par un nouveau, perpendiculaire au mur de clôture de la mairie. En 1874, la municipalité décide de sa couverture. Aujourd'hui, le lavoir et la fontaine ne sont plus que des reliquats de cet ensemble ; la couverture, le mur de clôture et l'escalier du lavoir n'existent plus.
En 2005, la Ville projette une restauration. Après plusieurs études, les travaux sont lancés en 2007. Les agents des services techniques sont chargés de nettoyer les pierres du lavoir, la charpente utilisée pour recréer l’impluvium du lavoir est installée par une entreprise locale. En mai 2009, le lavoir est enfin restauré et présente un visage plus séduisant, tout en respectant l’histoire de ce célèbre bâtiment taillanais.

### Climat
Pour des articles plus généraux, voir Climat de la Nouvelle-Aquitaine et Climat de la Gironde.
Historiquement, la commune est exposée à un climat océanique aquitain.  
En 2020, Météo-France publie une typologie des climats de la France métropolitaine dans laquelle la commune est exposée à un climat océanique et est dans une zone de transition entre les régions climatiques « Littoral charentais et aquitain » et « Aquitaine, Gascogne »0.
Pour la période 1971-2000, la température annuelle moyenne est de 12,9 °C, avec une amplitude thermique annuelle de 14,4 °C. Le cumul annuel moyen de précipitations est de 933 mm, avec 12,4 jours de précipitations en janvier et 7 jours en juillet. Pour la période 1991-2020, la température moyenne annuelle observée sur la station météorologique la plus proche, située sur la commune de Mérignac à 7 km à vol d'oiseau, est de 14,2 °C et le cumul annuel moyen de précipitations est de 924,9 mm,. Pour l'avenir, les paramètres climatiques de la commune estimés pour 2050 selon différents scénarios d’émission de gaz à effet de serre sont consultables sur un site dédié publié par Météo-France en novembre 2022.

### Espaces verts
- La forêt du Taillan-Médoc : elle s'étend sur 127 hectares, classés « forêt communale », auxquels s'ajoutent environ 150 hectares de forêt privée. Sous le contrôle des Eaux et Forêts depuis 1850, elle présente la particularité d'être péri-urbaine, et à ce titre, a été classée « forêt de protection ». À 13 km de Bordeaux, cette forêt composée essentiellement de feuillus et de pins maritimes offre aux promeneurs de nombreux sentiers de randonnée pédestre ou équestre. Chacun, en saison, peut s'adonner au ramassage des châtaignes ou à la cueillette des champignons. L'anémone Bogenhardiana, espèce très rare et protégée, ne se trouve que dans une zone de la forêt du Taillan qui lui vaut d'être classée « Zone naturelle d'intérêt écologique, floristique et faunistique », intégrée dans le projet Natura 2000.
La tempête de décembre 1999 avait profondément endommagé la forêt taillanaise. Mais en collaboration étroite avec l'Office national des forêts, un programme d'exploitation des arbres abattus, puis de nettoyage, a été mené et c'est maintenant une phase de reconstruction qui s'est engagée.
- Le parc du Presbytère : situé derrière l'église de la commune il constitue un lieu de détente. Un jardin médiéval accueille le visiteur par toutes sortes de plantes aromatiques (thym, oseille, rhubarbe, ciboulette, coriandre…) ainsi que des bancs et tables de pique-nique.
- Le parc du Vivier : étalé derrière l'école Éric-Tabarly, on y accède via un pont qui enjambe le ruisseau. Habituellement lieu paisible, le parc accueille parfois des soirées festives lors d'événements particuliers. La promenade et le repos s'y pratiquent.

## Urbanisme

### Typologie
Au 1er janvier 2024, Le Taillan-Médoc est catégorisée grand centre urbain, selon la nouvelle grille communale de densité à sept niveaux définie par l'Insee en 2022.
Elle appartient à l'unité urbaine de Bordeaux, une agglomération intra-départementale regroupant 73  communes, dont elle est une commune de la banlieue,,. Par ailleurs la commune fait partie de l'aire d'attraction de Bordeaux, dont elle est une commune du pôle principal,. Cette aire, qui regroupe 275 communes, est catégorisée dans les aires de 700 000 habitants ou plus (hors Paris),.

### Occupation des sols

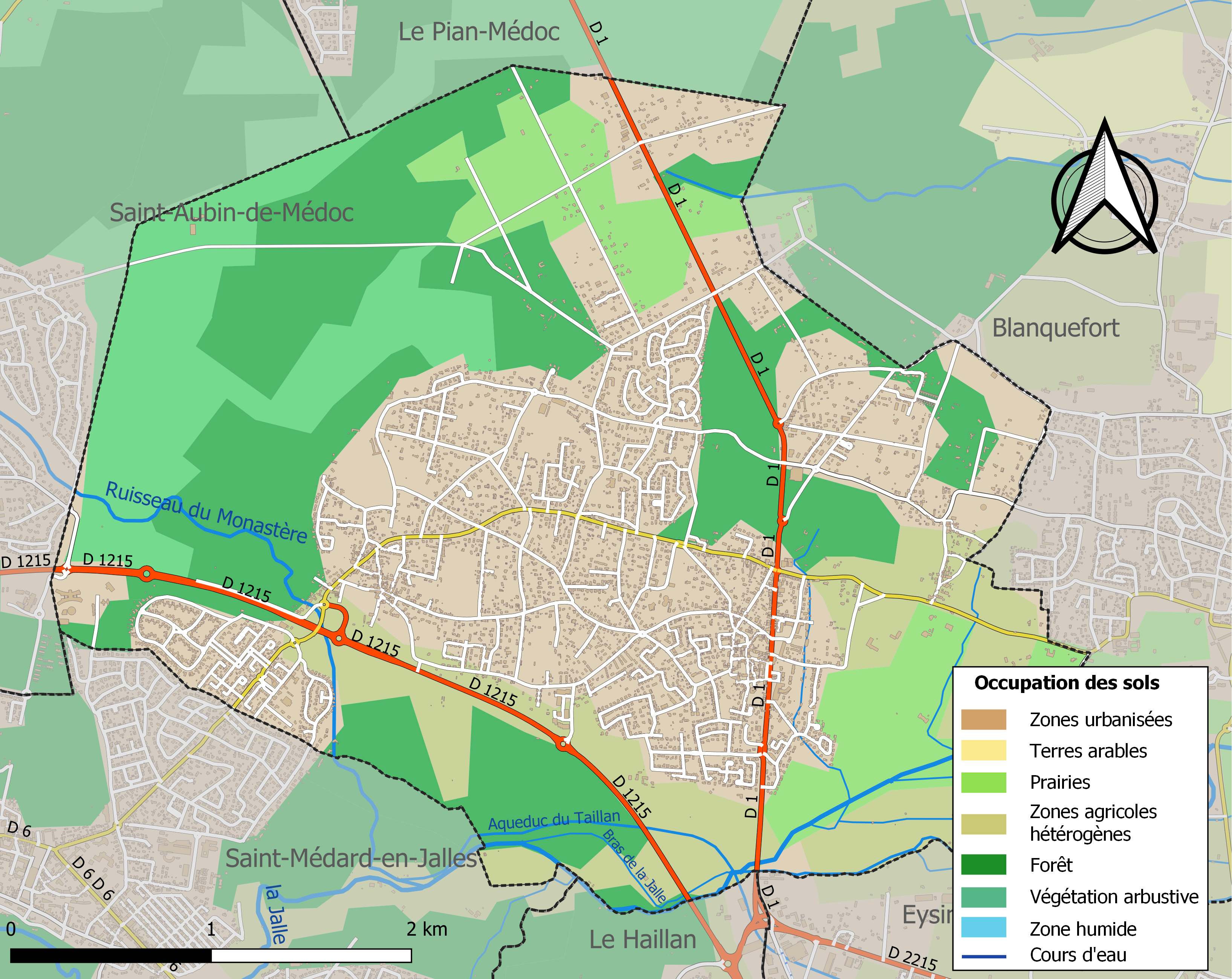
Carte des infrastructures et de l'occupation des sols de la commune en 2018 (CLC).

L'occupation des sols de la commune, telle qu'elle ressort de la base de données européenne d’occupation biophysique des sols Corine Land Cover (CLC), est marquée par l'importance des territoires artificialisés (38,3 % en 2018), en augmentation par rapport à 1990 (32,5 %). La répartition détaillée en 2018 est la suivante : 
zones urbanisées (37,1 %), forêts (25,6 %), zones agricoles hétérogènes (15,9 %), prairies (10,2 %), milieux à végétation arbustive et/ou herbacée (10,1 %), espaces verts artificialisés, non agricoles (1,1 %), zones industrielles ou commerciales et réseaux de communication (0,2 %). L'évolution de l’occupation des sols de la commune et de ses infrastructures peut être observée sur les différentes représentations cartographiques du territoire : la carte de Cassini (XVIIIe siècle), la carte d'état-major (1820-1866) et les cartes ou photos aériennes de l'IGN pour la période actuelle (1950 à aujourd'hui).

### Voies de communication et transports

#### Réseau routier
- : Salaunes, Lacanau, Castelnau-de-Médoc, Soulac-sur-Mer, Eysines.
- : Castelnau-de-Médoc, Le Pian-Médoc
- D 1215E1 : Castelnau-de-Médoc

#### Réseau TBM actuel
Le Taillan-Médoc est actuellement desservi par les lignes TBM suivantes :
- 2 37 71 79 85.

#### Réseau TBM à compter du 4 septembre 2023[15]
Le réseau TBM évoluant au 4 septembre 2023, Le Taillan-Médoc sera desservie par les lignes TBM suivantes :
- 2 - 37 - 81 - 83 - 84

##### RéseauTransGironde
La ligne 422 traverse la commune, en reliant Bordeaux à Lesparre-Médoc.

### Risques majeurs
Le territoire de la commune du Taillan-Médoc est vulnérable à différents aléas naturels : météorologiques (tempête, orage, neige, grand froid, canicule ou sécheresse), inondations, feux de forêts, mouvements de terrains et séisme (sismicité faible). Un site publié par le BRGM permet d'évaluer simplement et rapidement les risques d'un bien localisé soit par son adresse soit par le numéro de sa parcelle.
Certaines parties du territoire communal sont susceptibles d’être affectées par le risque d’inondation par débordement de cours d'eau, notamment la Jalle et le ruisseau du Monastère. La commune a été reconnue en état de catastrophe naturelle au titre des dommages causés par les inondations et coulées de boue survenues en 1982, 1983, 1993, 1999, 2009 et 2018,.
Le Taillan-Médoc est exposée au risque de feu de forêt. Depuis le 20 avril 2016, les départements de la Gironde, des Landes et de Lot-et-Garonne disposent d’un règlement interdépartemental de protection de la forêt contre les incendies. Ce règlement vise à mieux prévenir les incendies de forêt, à faciliter les interventions des services et à limiter les conséquences, que ce soit par le débroussaillement, la limitation de l’apport du feu ou la réglementation des activités en forêt. Il définit en particulier cinq niveaux de vigilance croissants auxquels sont associés différentes mesures,.
Les mouvements de terrains susceptibles de se produire sur la commune sont des tassements différentiels.

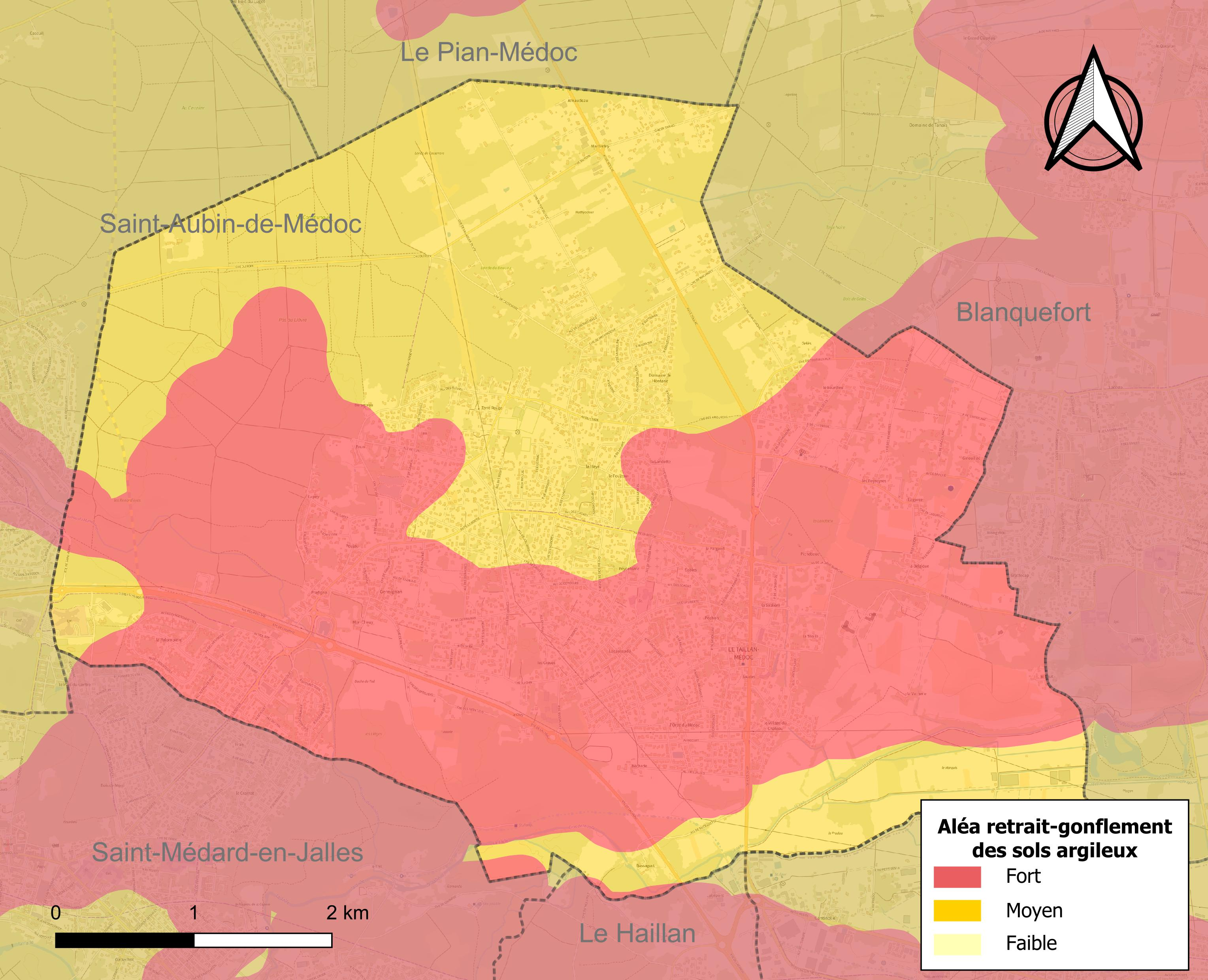
Carte des zones d'aléa retrait-gonflement des sols argileux du Taillan-Médoc.

Le retrait-gonflement des sols argileux est susceptible d'engendrer des dommages importants aux bâtiments en cas d’alternance de périodes de sécheresse et de pluie. La totalité de la commune est en aléa moyen ou fort (67,4 % au niveau départemental et 48,5 % au niveau national). Sur les 3 794 bâtiments dénombrés sur la commune en 2019,  3 794 sont en aléa moyen ou fort, soit 100 %, à comparer aux 84 % au niveau départemental et 54 % au niveau national. Une cartographie de l'exposition du territoire national au retrait gonflement des sols argileux est disponible sur le site du BRGM,.
Concernant les mouvements de terrains, la commune a été reconnue en état de catastrophe naturelle au titre des dommages causés par la sécheresse en 1989, 1991, 2002, 2005, 2010, 2011, 2012, 2017 et 2018 et par des mouvements de terrain en 1999.

## Toponymie
Le nom d’origine de la commune est Ortellano (1027), nom signifiant vraisemblablement 'domaine d'Ortelius'. Le nom évolue en Autellano (1027), qui sera compris comme au Teillan (1250), dau Talhan (1259) d'où l'apparition de l'article par coupure fautive : Le Taillan.
La terminaison -Médoc a été ajoutée en 1925.
En gascon, le nom de la commune est Lo Telhan de Medòc.
Ses habitants sont appelés les Taillanais.

### Microtoponymie
Parmi les toponymes locaux, on peur citer :
- Gelès, variante de Jalès, pays de la jale ;
- Germignan, nom de domaine latin « domaine de Germinius » ;
- Hontane (fontaine) ;
- La Caussade (la chaussée), lieu de passage de la lébade ;
- La Lumagne (lande aride), cartographiée sous la forme L’Allemagne[28] et rebaptisée « La Belgique » après guerre…

Parmi les noms de domaines, on peut noter La Béchade (boulaie ?), Braude (bourbier), Bussaguet (de Bussac), Cante-Cric, Cantegric (chante-grillon), Les Gahets, Le Lout (terrain boueux), La Pargau (parc à bestiaux), Péchon, La Pey (pierre), les Peyreyres (les pierriers), Piche-bouc… Les noms Brun, La Gorce (la gorge), La Vie (la voie) sont vraisemblablement des noms de propriétaires.

## Histoire
La découverte sur la commune en 1906 d'une hache polie d'époque néolithique atteste l'ancienneté du peuplement. Au fil des siècles, Le Taillan-Médoc a connu diverses occupations, dont les traces ou vestiges subsistent encore aujourd'hui ; une voie romaine (la « lébade »), l'église, la « vieille maison », les châteaux de la Dame Blanche, du Lout, de Bussaguet ou de Lagorce et de nombreux domaines comme Lahaye ou Piche-bouc.
L'un des plus anciens témoignages répertorié à ce jour semble être la « vieille maison », demeure privée située dans le vieux bourg du Taillan. L'histoire des constructions diverses édifiées en ce lieu est au moins millénaire. Une de ces transformations peut être située au XIIe siècle grâce à la datation de la cheminée qui existe toujours dans la demeure. La toiture en tuiles plates est caractéristique par sa charpente « en coque de bateau », car édifiée par les charpentiers des chantiers navals de Bordeaux.
À la fin de la guerre de Cent Ans, la bataille de la Male Jornade se déroule au lieu-dit Jalepont, à cheval sur les actuelles communes du Haillan et du Taillan-Médoc.

### Histoire contemporaine
En 1897 et jusqu'à l'après-guerre, Le Taillan est desservi par la ligne de tramway T au départ du cours Tournon.

#### Le camp de Germignan
Un camp fut ouvert à Germignan de 1937 à 1947. Situé dans le secteur de l'actuel lycée Sud-Médoc, des deux côtés de la route, ce camp était constitué de baraquements en bois érigés en 1937 pour accueillir des Espagnols fuyant la guerre civile. En 1939 ces locaux furent affectés aux personnels venus en renfort travailler à la poudrerie de Saint-Médard. En 1940, les Allemands internent des soldats prisonniers des troupes françaises coloniales, tirailleurs sénégalais et marocains. En 1945 le camp sert pour les prisonniers de guerre de l'Axe. En février 1946, on décompte 2000 prisonniers. 490 d'entre eux y décédèrent en 1945-46, victimes pour la plupart d'une épidémie de typhus,,.

## Politique et administration

### Politique de développement durable
La commune a engagé une politique de développement durable en lançant une démarche d'Agenda 21 en 2004.

### Politique environnementale
Dans son palmarès 2024, le Conseil national de villes et villages fleuris de France a attribué trois fleurs à la commune.

### Jumelages
Castelnuovo Berardenga (Italie) depuis 2001
Lancé en 1996, le jumelage de la ville du Taillan-Médoc avec la ville italienne de Castelnuovo Berardenga fut officialisé dans les années 1998-99.

## Population et société

### Démographie
L'évolution du nombre d'habitants est connue à travers les recensements de la population effectués dans la commune depuis 1793. Pour les communes de plus de 10 000 habitants les recensements ont lieu chaque année à la suite d'une enquête par sondage auprès d'un échantillon d'adresses représentant 8 % de leurs logements, contrairement aux autres communes qui ont un recensement réel tous les cinq ans,.

En 2022, la commune comptait 10 966 habitants, en évolution de +8,77 % par rapport à 2016 (Gironde : +6,91 %, France hors Mayotte : +2,11 %).
| 1793 | 1800 | 1806 | 1821 | 1831 | 1836 | 1841 | 1846  | 1851  |
| ---- | ---- | ---- | ---- | ---- | ---- | ---- | ----- | ----- |
| 800  | 770  | 760  | 830  | 948  | 955  | 980  | 1 051 | 1 109 |

| 1856  | 1861  | 1866  | 1872  | 1876  | 1881  | 1886  | 1891  | 1896  |
| ----- | ----- | ----- | ----- | ----- | ----- | ----- | ----- | ----- |
| 1 097 | 1 177 | 1 196 | 1 222 | 1 292 | 1 333 | 1 374 | 1 392 | 1 286 |

| 1901  | 1906  | 1911  | 1921  | 1926  | 1931  | 1936  | 1946  | 1954  |
| ----- | ----- | ----- | ----- | ----- | ----- | ----- | ----- | ----- |
| 1 294 | 1 240 | 1 172 | 1 290 | 1 326 | 1 238 | 1 239 | 1 337 | 1 376 |

| 1962  | 1968  | 1975  | 1982  | 1990  | 1999  | 2004  | 2006  | 2011  |
| ----- | ----- | ----- | ----- | ----- | ----- | ----- | ----- | ----- |
| 1 652 | 2 778 | 4 038 | 5 124 | 6 815 | 7 885 | 8 392 | 8 668 | 9 165 |

| 2016   | 2021   | 2022   | - | - | - | - | - | - |
| ------ | ------ | ------ | - | - | - | - | - | - |
| 10 082 | 10 727 | 10 966 | - | - | - | - | - | - |

| selon la population municipale des années : | 1968 | 1975 | 1982 | 1990 | 1999 | 2006 | 2009 | 2013 |
| Rang de la commune dans le département      | 42   | 36   | 32   | 25   | 25   | 24   | 26   | 27   |
| Nombre de communes du département           | 548  | 543  | 543  | 542  | 542  | 542  | 542  | 542  |

### Enseignement
Au 1er janvier 2016, la ville compte 3 groupes scolaires - maternelle et élémentaire - (Jean Pometan, La Boétie et Éric Tabarly) et  le lycée Sud Médoc - La Boétie.

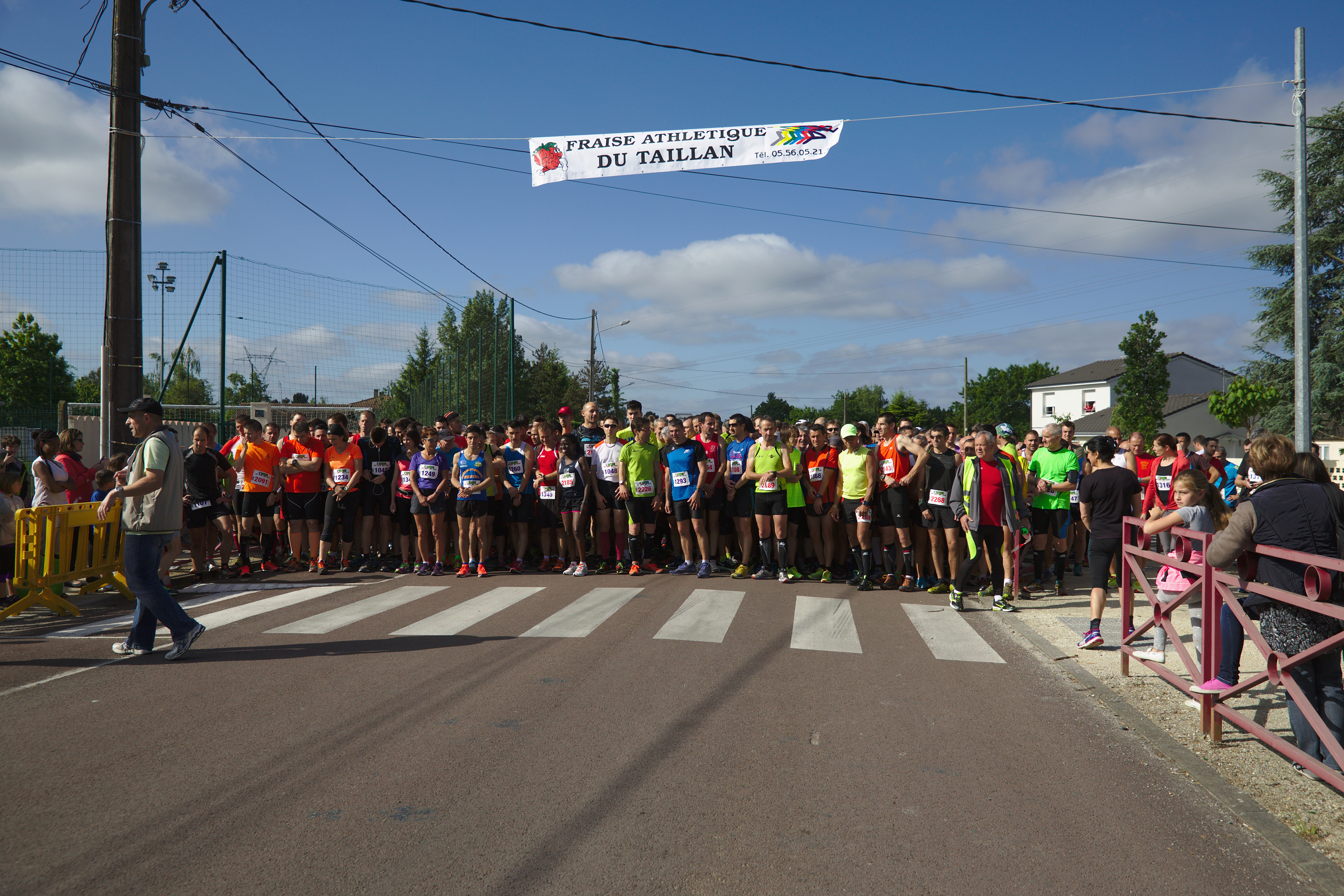
Le Trail du Taillan 2015.

### Manifestations culturelles et festivités
- Festival Plein F'Art
- Le film Les Belles-sœurs a été tourné au Taillan-Médoc, dans le quartier de Ginouilhac.

### Publications
La municipalité édite plusieurs supports d'informations sur papier et/ou directement accessibles en ligne. 
- Le magazine municipal bimestriel « L’Essentiel »
- « La pause culturelle»
- Plusieurs guides et plans

## Culture locale et patrimoine

### Lieux et monuments
- Église Saint-Hilaire du Taillan-Médoc. Elle est inscrite à l'Inventaire général du patrimoine culturel[46].
- Le château du Taillan, appelé aussi château de la Dame Blanche (une légende le voyant hanté au petit matin par une princesse maure) datant du XVIIIe siècle, est classé monument historique en 1964[47]. C'est un domaine de 100 hectares dont un vignoble de 35 hectares produisant un cru bourgeois supérieur[48].
- L'aqueduc du Thil.
- Les moulins de Bussaguet[Note 9] et du Moulinat sur la Jalle.
- Le château de Bussaguet, aujourd'hui propriété privée, appartenait au XVIe siècle à l'oncle de Michel de Montaigne.
- Le château du Lout, aux allures de palais vénitien, aujourd'hui propriété privée.
- Le château de la Gorce, aujourd'hui propriété privée.
- Le domaine de Piche-Bouc qui a été la propriété de Roger Ducasse.
- Le domaine de la Haye, aujourd'hui propriété privée.
- Le hameau de Jau et ses maisons nobles (châteaux de Brun et de Jau), aujourd'hui propriétés privées.

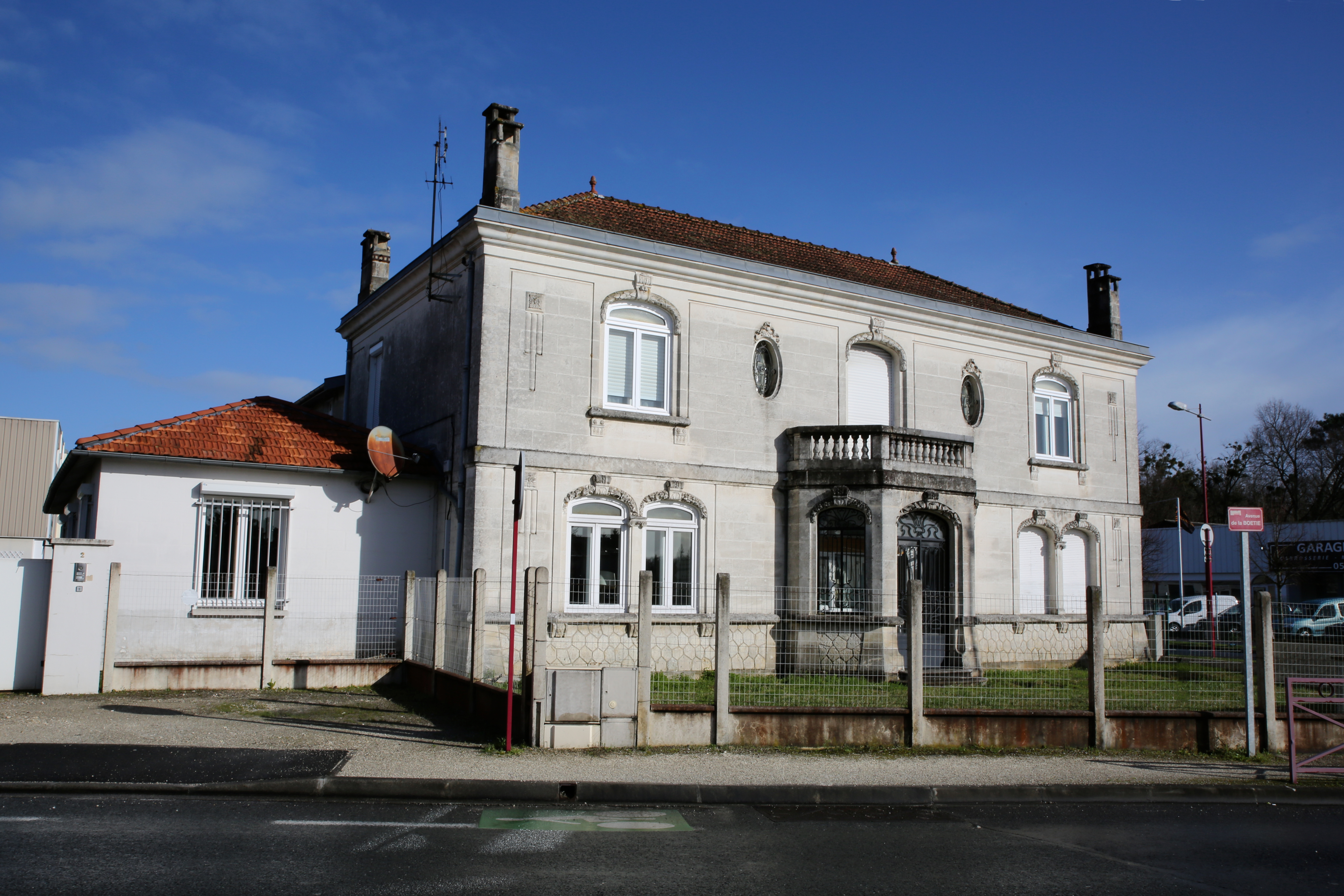
Maison à la Pargau.
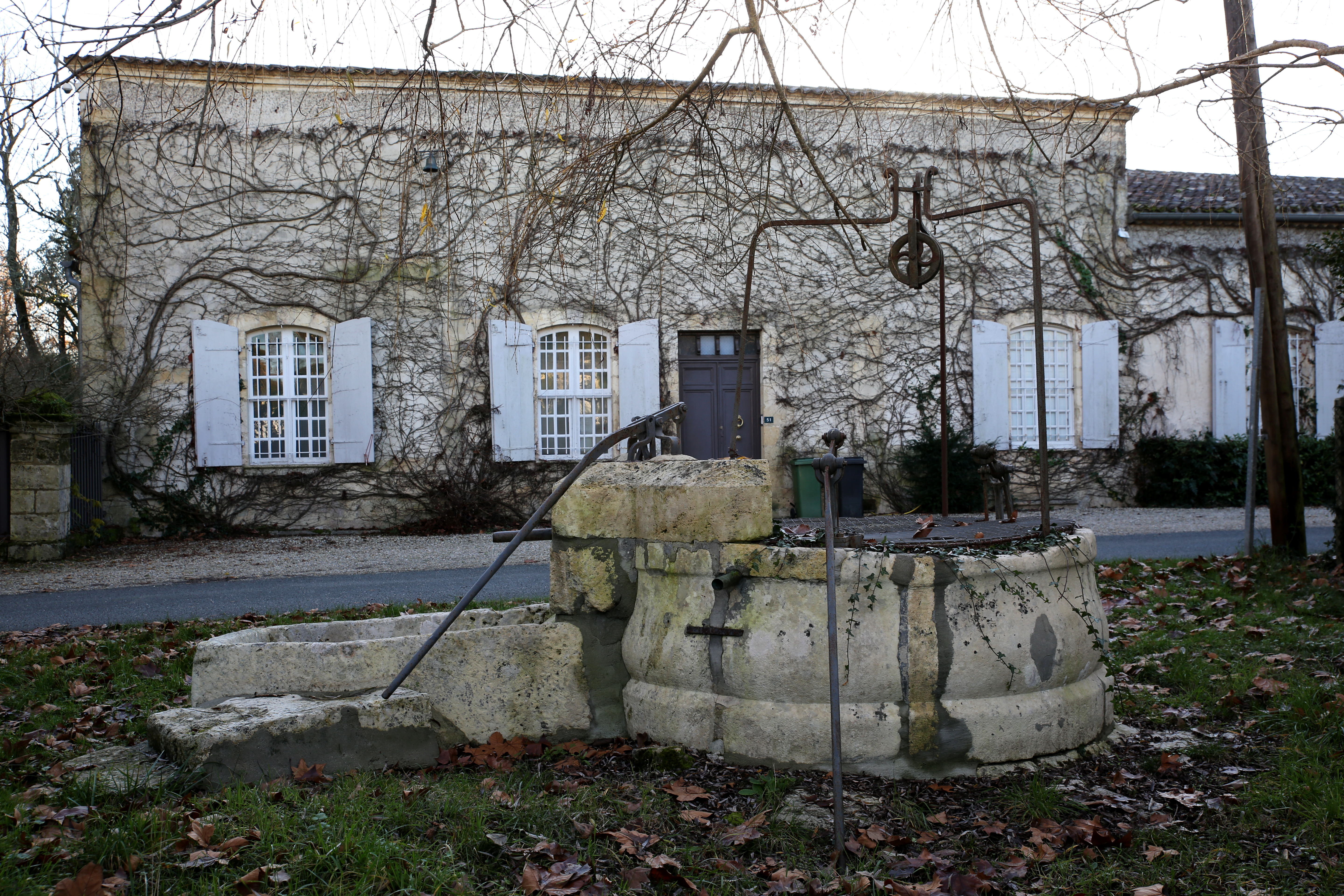
Puits de Curé.
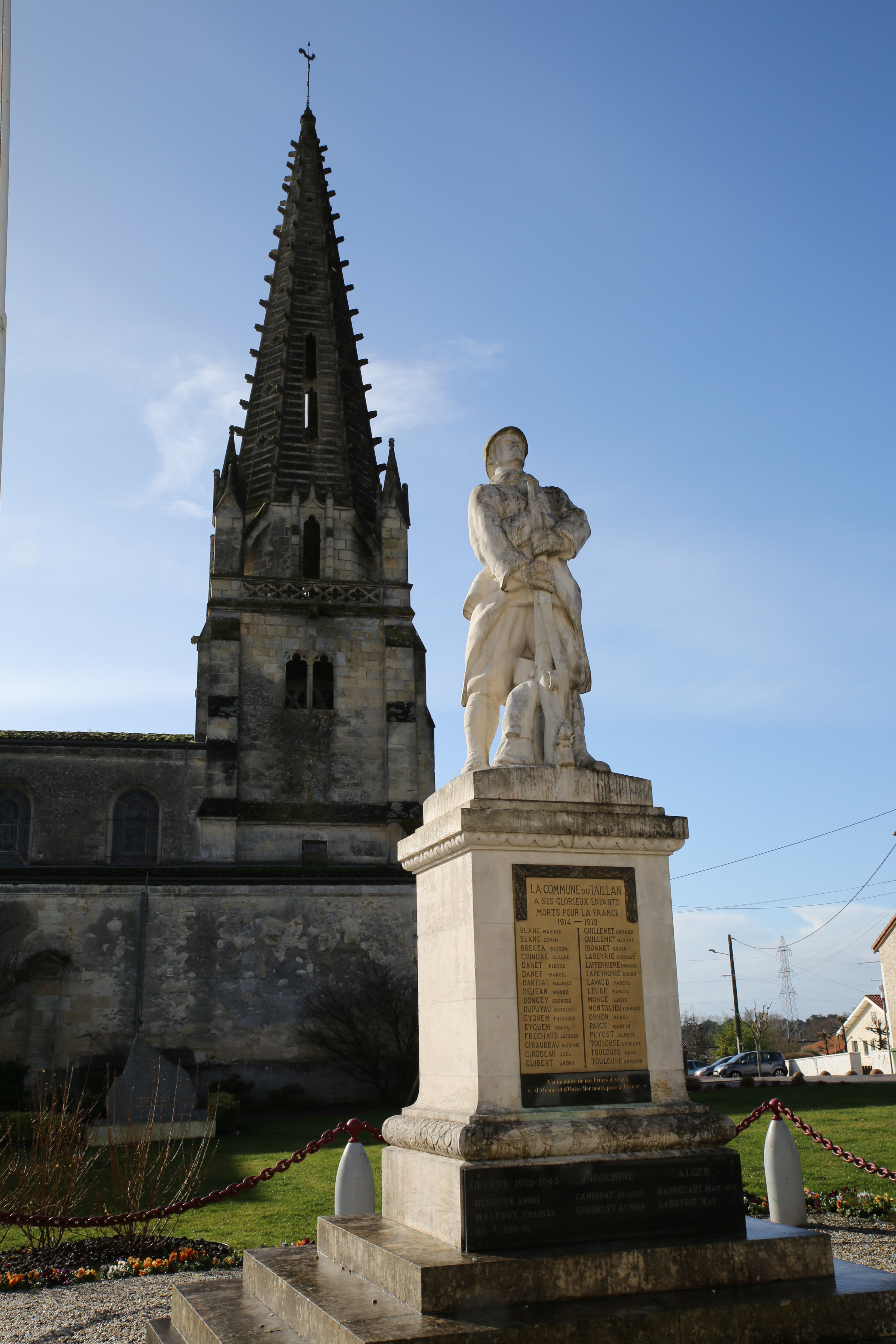
Église et monument aux morts
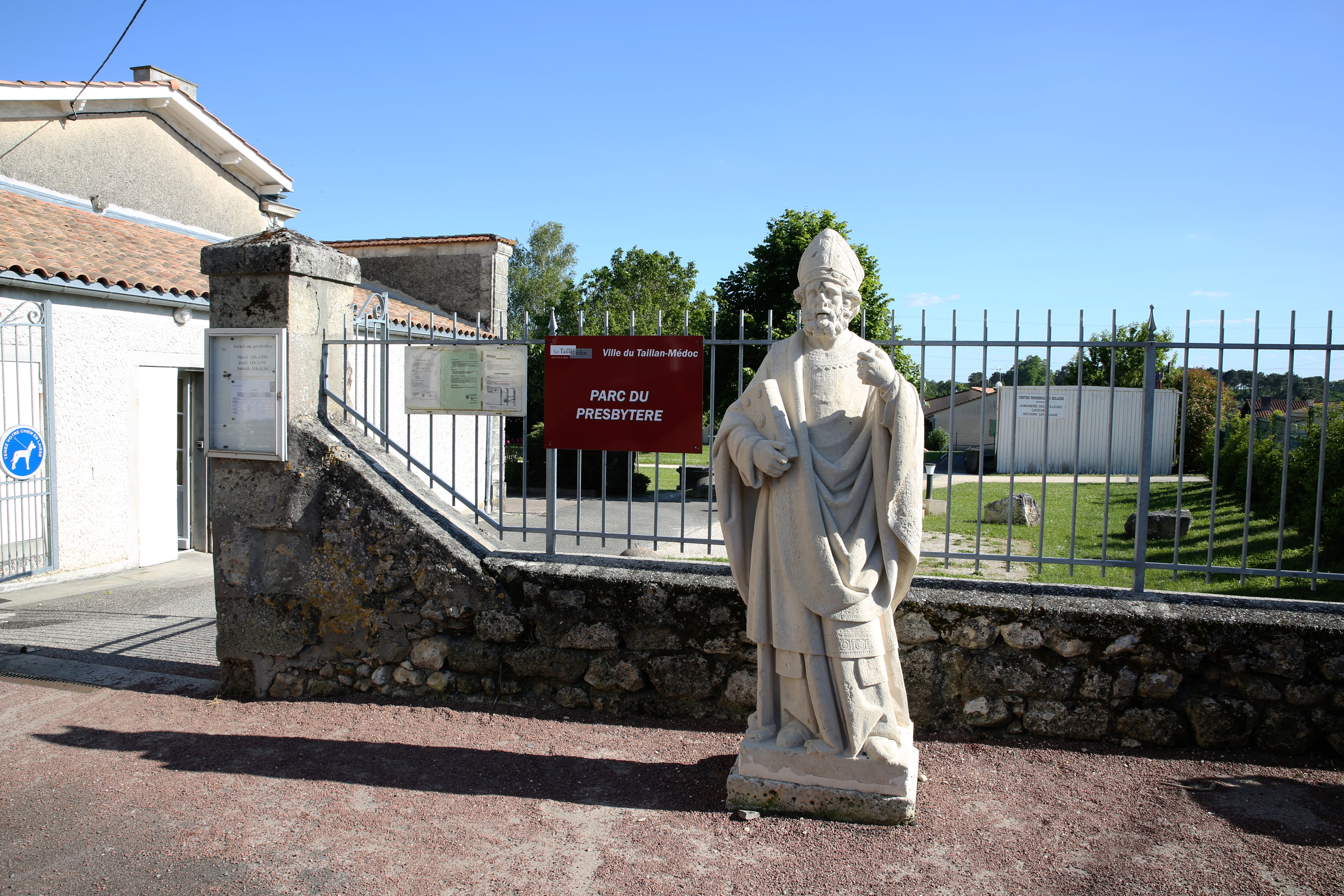
Statue de saint Hilaire à l'entrée du parc du presbytère.
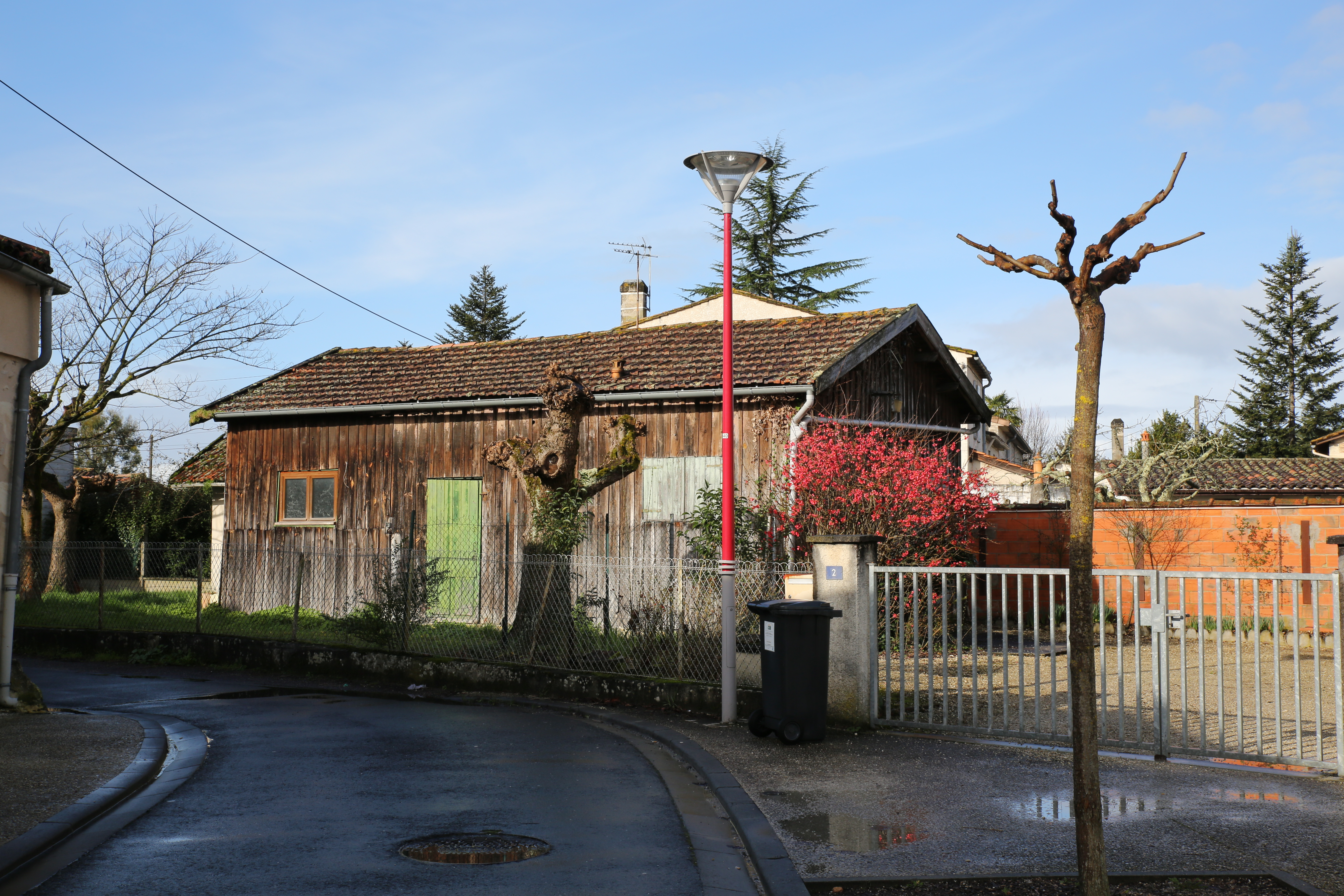
Remise en bois.

### Personnalités liées à la commune
- Étienne de La Boétie (1530-1563), décédé dans la commune
- Paul-Marie-Arnaud de Lavie (1747-1801), magistrat et homme politique, décédé au château du Taillan
- Gustave Curé (1799-1876), député-maire de Bordeaux, propriétaire d'un grand domaine au Taillan[49].
- Jean Roger-Ducasse (1873-1954), compositeur, décédé dans la commune
- Jean-Claude Hertzog (1935-2005), évêque auxiliaire de Bordeaux, curé de la commune de 1973 à 1976
- Marc Planus (1982), footballeur professionnel aux Girondins de Bordeaux de 2001 à 2015.

### Héraldique
| Blason du Taillan-Médoc | « De gueules à la barre tiercée de sinople, d'or et de pourpre, accostée d'une porte d'argent à dextre et d'une plume d'oie sur un livre ouvert, au naturel, à senestre. » Dessiné en 1996 par le peintre Jean-Pierre Rodriguez, de gueules pour les couleurs de l'Aquitaine, barrée de sinople pour la forêt, d'or pour la route des vins et de pourpre pour la vigne, l'arcade symbolise la porte du Médoc et la plume d'oie pointée sur le livre ouvert évoque l'ensemble des écrivains ayant séjourné dans la commune (La Boétie…). |